# Libro de Horas de Juana de Navarra
El Libro de Horas de Juana de Navarra es un manuscrito iluminado medieval conteniendo un libro de horas y actualmente conservado en la Biblioteca Nacional de Francia bajo la signatura Nouvelles acquisitions latines 3145. Contiene 271 folios de 18 cm  por 13,5 cm  con treinta y dos miniaturas realizadas principalmente por el copista Jean Lenoir.

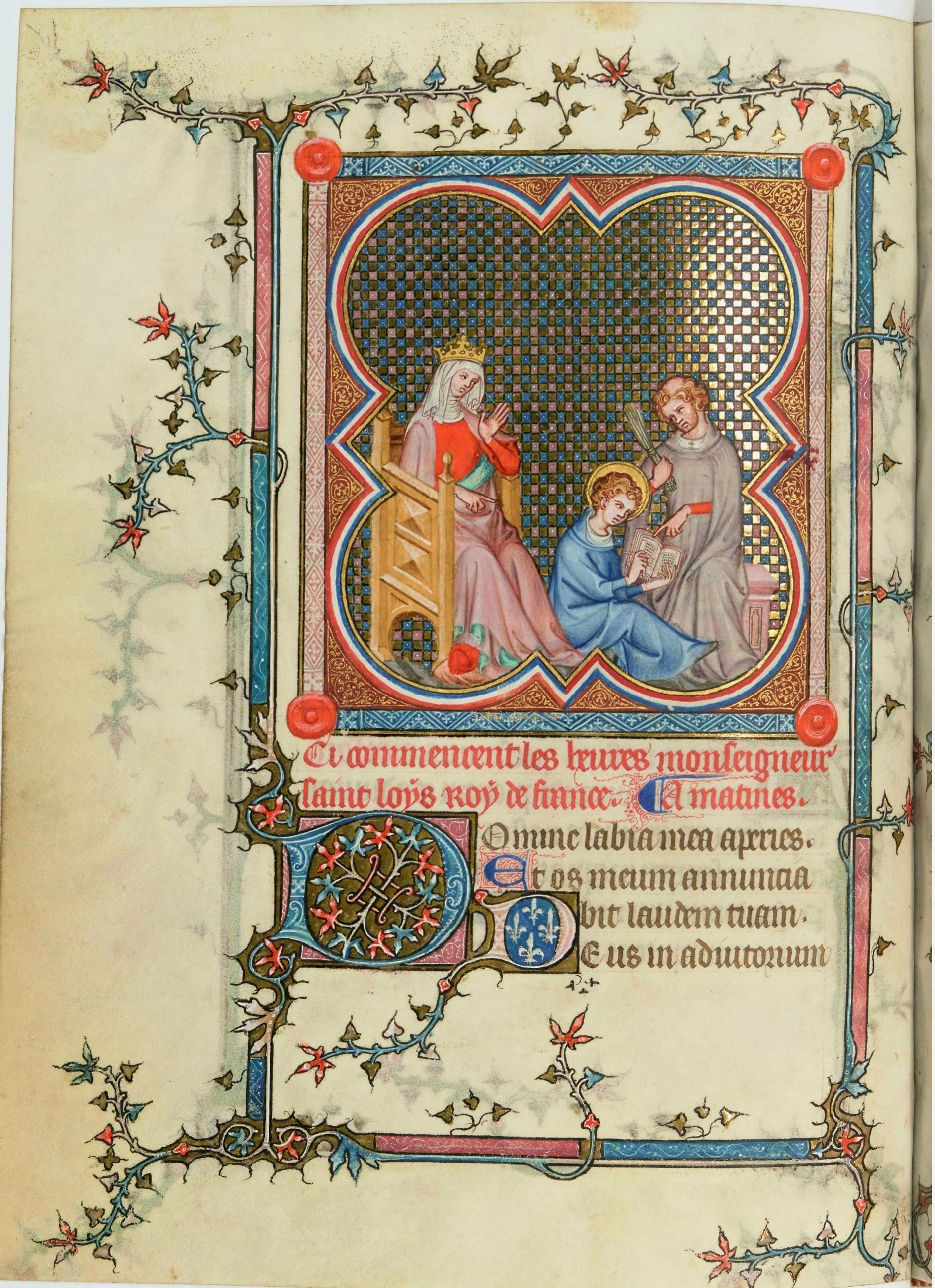
Oficio de San Luis: San Luis estudia bajo la mirada de su madre, Blanca de Castilla, fol. 85v

## Contexto histórico
Este manuscrito iluminado fue encargado para Juana II de Navarra, hija de Luis X el Hutin y reina privativa de Navarra, siendo realizado en París entre 1336 y 1340. El nombre de la reina aparece se menciona en una de las oraciones a la Virgen del folio 151v y sus brazos aparecen frecuentemente representados en las iniciales. El manuscrito al no presentar mención alguna a Champaña, mientras que, por el contrario, sí aparecen las armas de Navarra, Évreux y Borgoña, se puede fechar posterior a 1336, fecha en la que Juana renunció a Champaña en beneficio del reino de Francia.
El manuscrito del siglo XV perteneca a Anne Belline que ingresó como Cordelier en el convento parisino de la rue Lourcine. En el convento aún se conservaba el manuscrito dos siglos después. El estudioso Nicolas-Claude Fabri de Peiresc consultó allí este manuscrito en 1621 y dejó una inscripción en el folio 2. Se vendió con la supresión del convento durante la Revolución Francesa. Posteriormente el libro de horas pasó a la colección de Lord Ashburnham, y más tarde a la de Henry Yates Thompson para, finalmente, acabar en la del barón Edmond de Rothschild y a su hija, Alexandrine de Rothschild, quienes lo adquirieron en una venta en Londres en 1919 en la casa de subastas de Sotheby's.
Durante la ocupación de Francia fue sustraido por los nazis de los apartamentos de la baronesa Alexandrine e incorporado a la colección de Hermann Göring. El manuscrito estuvo ilocalizable hasta mayo de 1945 en que un oficial francés del servicio de sanidad del ejército en los Alpes bávaros, en Berchtesgaden, lo trajo de regreso a Francia y lo confió al prior de la abadía de Notre-Dame de Boquen en las Côtes d'Armor. 
El manuscrito reapareció a la venta el 24 de junio de 1968 dando lugar a un procedimiento de clasificación por parte del Estado francés mientras la Biblioteca Nacional de Francia entablaba negociaciones con los herederos de Edmond de Rothschild y el Estado alemán. La negociación acabó finalmente con un reembolso por parte de la Biblioteca Nacional al Estado alemán que había compensado por la pérdida del manuscrito a Alexandrine de Rothschild en 1958.

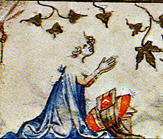
Juana de Navarra en oración

## Descripción
El manuscrito presenta cuatro oficios devocionales:
- el de la Santísima Trinidad,
- el oficio pequeño de la Santísima Virgen,
- el oficio de San Luis y
- el oficio de la Pasión.

El miniaturista principal es el autor de los oficios de la Virgen y de la Pasión, que son los más importantes y que están ilustrados por personajes esbeltos con gestos preciosos. Los expertos coinciden en dar a Jean Lenoir la autoría de estas obras. La miniatura de la Anunciación, en el folio 39r, toma partes del mismo episodio del Libro de Horas de Juana de Évreux y otras miniaturas evocan el estilo del Salterio de Bona de Luxemburgo del mismo autor.
Por otra parte, el miniaturista que pintó el ciclo del oficio de San Luis se diferencia de Jean Lenoir por un ritmo más regular.